# Paraliparis nigellus
Paraliparis nigellus är en fiskart som beskrevs av Chernova och Møller 2008. Paraliparis nigellus ingår i släktet Paraliparis och familjen Liparidae. Inga underarter finns listade i Catalogue of Life.